# At Viengkham
At Viengkham (sinh ngày 24 tháng 10 năm 2000) là một cầu thủ bóng đá người Lào thi đấu ở vị trí hậu vệ cho câu lạc bộ Master 7 tại Lao League 1.